# Pseudohoplia campestris
Pseudohoplia campestris är en skalbaggsart som beskrevs av Leon Fairmaire 1887. Pseudohoplia campestris ingår i släktet Pseudohoplia och familjen Melolonthidae. Inga underarter finns listade i Catalogue of Life.